# Hebreus
Els hebreus (del llatí Hebraei, i aquest al seu torn provinent del grec antic: Ἑϐραῖοι / Hebraioi, el qual prové de l'hebreu עברי Ivri) són un antic poble semita del Pròxim Orient mencionat en la Bíblia hebrea, que conté nombroses referències i constitueix la principal font documental sobre ells. Se'ls considera amb freqüència com a avantpassats dels jueus. De fet, ambdós termes s'utilitzen de vegades com a sinònims en certes llengües o en certs contexts. El terme també s'acosta bastant al d'« israelites ».

## Etimologia
« Hebreu » (עברי Ivri) prové de la rel del verb en llengua hebrea: עבר Avar, que significa "passar". Per definició, els hebreus serien «els que passen» o «aquells que passen a l'altra banda del riu » (els errants, els nomades), els que no s'instal·len, els pelegrinants.
Alguns plantegen un origen egipci, habiru, que vol dir « nomades ». Només hi ha un terme que soni semblant, Apiru, i que estigui mencionat en un altre lloc. Aquest terme, que s'escriu també Hapiru o Habiru, apareix des de la Dinastia Arcaica fins al final de l'Edat del Bronze. Hom el troba a Mesopotàmia, Anatòlia i a l'Egipte. Designa principalment els rodamóns marginals, de vegades mercenaris i més o menys bandits. Els habiru porten noms d'orígens ètnics diversos: no són considerats com una ètnia única, sinó com un gurp socioeconòmic que comprèn diverses moltes ètnies.

Els hebreus mencionats a la Bíblia podrien ser, doncs, una de les nombroses ètnies errants exògenes aplegades sota el nom comú d'Apiru. Per contra, segons Olivier Rouault, 
| « | El terme Hapiru/Habiru ha fet córrer rius de tinta, en part per raó de la seva semblança amb el nom dels hebreus, amb els quals sembla, finalment, que no tindria més que una relació llunyana. | » |

A Gènesi 10:21 Sem, germà gran de Jàfet, primogènit de Noè, és citat com a pare dels fills d'Éber (עבר en hebreu), que pot tenir un significat similar.
Alguns autors argumenten que Ibri denota els descendents del patriarca bíblic Éber, fill de Xèlah, besnet de Noè i avantpassat d'Abraham.
El terme no s'ha trobat a fonts bíbliques o extra-bíbliques per a cap altra tribu o nació que no sigui la d'Abraham i els seus descendents.

## Els textos bíblics
Segons la Bíblia i les tradicions hebraiques, els hebreus són originaris de Mesopotàmia, d'Ur a Caldea. Són nòmades, vivien en tendes, criaven ramats de cabres i ovelles i utilitzaven ases i mules com a animals de càrrega. Una crisi econòmica hauria pogut impulsar Tèrah, pare d'Abraham, a deixar la vila i anar a Haran, en l'Alt Eufrates. Des d'allà, alguns d'ells emigraren vers Canaan, la terra promesa per Déu a la descendència del patriarca Abraham.
Abraham i els seus s'haurien instal·lat al sud de Canaan: a Sequem (actual Nablus), Beerxeba o fins i tot Hebron. A poc a poc, es mesclaren amb les poblacions locals i esdevingueren agricultors sedentaris. Dels primeres patriarques hebreus provenen, entre d'altres, els edomites, els moabites, els ammonites, ismaelites (tribus àrabs arabitzants, anomenades mustaʿribah) i el poble d'Israel. La tradició bíblica presenta els hebreus de l'època patriarcal com a « estrangers » (gérim) amb relació a la població local, com a pastors seminòmades en vies de sedentarització, a la recerca de pastures. S'instal·len prop de les ciutats i mantenen en general bones relacions amb la població local. Viuen de manera autàrquica i es neguen a casar-se « amb les filles des canaaneus ». S'agrupen en famílies extenses (bêyt'âb) o en clans (mishpâhâh), els quals conserven llur identitat i llurs tradicions pròpies (culte al déu de llurs pares).
Segons la Bíblia, una gran fam els hauria impulsat a partir vers Egipte. Amb el temps, haurien esdevingut esclaus (segons la Bíblia); certament, és bastant probable que fossin oprimits. Moisès gràcies a una intervenció divina (la travessa de la Mar Roja i la travessa del Sinaí en direcció a Canaan). Després d'haver rebut les Taules de la Llei sobre el Mont Sinaí, Moisès conduí els hebreus a través del desert durant 40 anys. Després d'aquest temps de vagarejar, arribaren a Canaan, habitat per set tribus (Josuè 9-11). És després de la mort de Moisès que Josuè, fill de Nun conquereix la Terra d'Israel als cananeus.
És el principi dels reialmes, com el de Salomó, que hauria regnat del 970 aC al 930 aC i hauria tingut com a capital Jerusalem, on Salomó hauria fet bastir un temple per tancar-hi l'Arca de l'Aliança. El regne es va dividir en dos, amb el regne de Judà que va sobreviure fins al 587 aC, i el d'Israel, fins al 722 aC.
Víctima de la seva divisió, el poble hebreu, afeblit va patir diverses invasions, perses, gregues i romanes, l'última dirigida per Tit en el 70 de la nostra era provocà la segona Diàspora (dispersió del poble jueu al voltant de la conca mediterrània).

## Informacions arqueològiques

Mapa polític de l'Orient Mitjà al primer període cobert per les Cartes d'Amarna, primera meitat del

Ultra la controvèrsia sobre el significat del terme « hebreu », els recents descobriments arqueològics qüestionen en profunditat la versió bíblica:
- Textos extra-bíblics rars, com l'Estela de Merneptah, es refereixen a aquest poble amb el nom d'Israel. Els historiadors fan servir el terme "protoisraélistes." o "primers jueus".
- Mai no hi ha hagut una invasió militar del territori de Canaan per un exèrcit hebreu organitzat segons el model dels exèrcits egipcis o mesopotàmics.[8]

Les versions bíbliques i històriques es superposen lleugerament a partir del segle viii aC, car els historiadors confirmen l'existència dels dos regnes d'Israel i Judà.